# Melitaea irma
Melitaea irma är en fjärilsart som beskrevs av Higgins 1941. Melitaea irma ingår i släktet Melitaea och familjen praktfjärilar. Inga underarter finns listade i Catalogue of Life.